# Rhytidodera concolor
Rhytidodera concolor är en skalbaggsart som beskrevs av Nonfried 1895. Rhytidodera concolor ingår i släktet Rhytidodera och familjen långhorningar. Inga underarter finns listade i Catalogue of Life.